# 1947 год в литературе

## События
- В Великобритании учреждена премия Сомерсета Моэма.
- Начало работу книжное издательство «Кенийское литературное бюро».

## Премии

### Международные
- Нобелевская премия по литературе — Андре Жид, «За глубокие и художественно значимые произведения, в которых человеческие проблемы представлены с бесстрашной любовью к истине и глубокой психологической проницательностью».

### Великобритания
- Премия Сомерсета Моэма — Одри Баркер.

### СССР
- Сталинская премия:
  - Художественная проза:
    - Первая степень: Эльмар Грин (повесть «Ветер с Юга»), Вера Панова (повесть «Спутники»).
    - Вторая степень: Пётр Вершигора (книга «Люди с чистой совестью»), Виктор Некрасов (повесть «В окопах Сталинграда»), Борис Полевой («Повесть о настоящем человеке»).

  - Поэзия:
    - Первая степень: Саломея Нерис (сборник «Мой край»), Симон Чиковани (поэма «Песнь о Давиде Гурамишвили» и другие стихотворения).
    - Вторая степень: Пётр Бровка (поэма «Хлеб» и другие стихотворения), Андрей Малышко (сборник «Лирика» и поэма «Прометей»), Александр Твардовский (поэма «Дом у дороги»).

  - Драматургия:
    - Первая степень: Константин Симонов (пьеса «Русский вопрос»).
    - Вторая степень: Аугуст Якобсон (пьеса «Жизнь в цитадели»).

### США
- Пулитцеровская премия:
  - в категории художественное произведение, написанное американским писателем, — Роберт Пенн Уоррен, «Вся королевская рать»
  - в категории драматического произведения для театра — не присуждалась
  - в категории поэзия— Роберт Лоуэлл, «Замок лорда Уири»

### Франция
- Гонкуровская премия — Жан Луи Кюртис, «Ночные леса».
- Премия Ренодо — Жан Кейроль, «Я буду жить любовью других».
- Премия Фемина — Габриэль Руа, «Счастье по случаю».

## Книги
- «Вокруг мира» — повесть Янки Мавра.
- «Доктор Фаустус» — роман Томаса Манна.
- «Дело Тулаева» — роман Виктора Сержа (написан в 1939).
- «Звезда» — повесть Эммануила Казакевича.
- «И быть подлецом» — роман Рекса Стаута.
- «Ракетный корабль «Галилео»» — научно-фантастический роман Роберта Хайнлайна.
- «Каждый умирает в одиночку» — роман Ганса Фаллады.
- «Как дикие звери» — пьеса Фридриха Вольфа.
- «Кингсблад, потомок королей» («Kingsblood Royal») — произведение американского писателя Синклера Льюиса.
- «Люсьенна и мясник» — произведение французского писателя Марселя Эме.
- «Мелкий снег» — роман Дзюнъитиро Танидзаки.
- «Осаждённая крепость» — роман Цяня Чжуншу.
- «Пена дней» — роман Бориса Виана.
- «Под золотым орлом» — пьеса Ярослава Галана.
- «Подвиги Геракла» — сборник новелл Агаты Кристи.
- «Призрак Александра Вольфа» — роман Гайто Газданова.
- «Слишком много женщин» — роман Рекса Стаута.
- «Служанки» — пьеса Жана Жене (опубликована вторично в 1954).
- «Стоик» — роман Теодора Драйзера.
- «Страна моя» — сборник стихов Емилиана Букова.
- «Чума» — роман Альбера Камю.
- «Эстетика детективного жанра» — произведение Тома Нарсежака.
- «Закатное солнце» — повесть Осаму Дадзая

## Родились
- 2 января — Маркас Зингерис (Markas Zingeris), литовский писатель, поэт, драматург.
- 22 января — Владимир Оравски, шведский писатель, драматург и режиссёр.
- 19 февраля — Лев Семёнович Рубинштейн, русский поэт, литературный критик, публицист и эссеист.
- 24 февраля — Амелия Адамо, шведский журналист, издатель, главный редактор.
- 24 февраля — Роберт Летбридж, американский исследователь французской литературы и искусства, профессор.
- 24 февраля — Рольф Гъёдстед (дат. Rolf Gjedsted), датский поэт, писатель, художник.
- 24 февраля — Руперт Холмс, британский и американский композитор, певец и автор песен, музыкант и автор пьес, романов и повестей.
- 24 февраля — Юваль Авив, израильский и американский писатель и консультант по безопасности.
- 24 февраля — Кэтрин Леви (фр. Catherine Lévy), французская тележурналистка и продюсер.
- 19 июня — Салман Рушди (Salman Rushdie, أحمد سلمان رشدی) — британский писатель индийского происхождения, лауреат Букеровской премии (1981).
- 22 июня — Октавия Батлер, американская писательница-фантаст.
- 9 августа — Джон Варли, американский писатель-фантаст.
- 21 августа — Люциус Шепард, американский писатель-фантаст.
- 24 августа — Пауло Коэльо (Paulo Coelho), бразильский писатель и поэт.
- 21 сентября — Стивен Кинг, американский писатель, работающий в жанрах ужасов, фантастики, триллера, мистики.
- 27 ноября — Григорий Остер, русский писатель, создатель жанра «Вредных советов».
- 30 ноября — Антанас Рамонас (Antanas Ramonas), литовский писатель (умер в 1993).
- 7 декабря — Энн Файн, британская детская писательница.

## Умерли
- 2 мая — Пятрас Цвирка, литовский писатель (родился в 1909).
- 21 июля — Йозеф Бергауэр, австрийский прозаик, публицист (род.1880).
- 16 октября — Ба́лис Сруо́га, литовский писатель, критик, литературовед (родился в 1896).
- 23 октября  — Сигурд Кристиансен, норвежский писатель и драматург (род. в 1891 году).
- 26 октября –  Бенедикт Уоллет Вилакази, южноафриканский поэт и прозаик (род.в 1906).
- 6 ноября – Кристиан Эльстер (младший), норвежский писатель (род. в 1881 году).
- 15 ноября — Эдит Аллейн Синнотт, австралийская писательница—эсперантистка (родилась в 1871).
- 30 ноября — Анна Денисовна Неустроева, якутская советская писательница, переводчик (родилась в 1903).
- 13 декабря — Николай Константинович Рерих, русский художник, философ, учёный, писатель, путешественник, общественный деятель (родился в 1874).
- 15 декабря — Артур Мейчен, британский (Уэльс) писатель, работавший в жанре мистики (родился в 1863).
- Адольф Бельяр, французский поэт (родился в 1877).
- Арун Кумар Чанда, писатель Бенгалии (родился в 1899).